# Калининградский областной театр кукол
Калининградский областной театр кукол — театр кукол в Калининграде. Расположен по адресу: 236010, г. Калининград, пр. Победы, 1а.

## История
Театр возник как любительское объединение при калининградском драматическом театре в 1963 году. В октябре следующего года театр получил официальный статус.
В 1976 году театр получил собственное здание — отреставрированное и переоборудованное здание бывшей кирхи памяти королевы Луизы. В здании был оборудован зрительный зал на триста мест.
1976—1984 года принесли театру много успеха. Самые запоминаемые спектакли в это время: "Бумбараш А. Гайдар, «Сказка о царе Салтане» А. Пушкин, «Андрей — всех мудрей» Э. Брук, А. Гурченков, «Мэри Поппинс» Б. Заходер, В. Климовский, «Садко» М. Гиндин.

## Театр сегодня
(по состоянию на 2014 год)

### Труппа
- Главный режиссёр — Смагин Дмитрий Борисович
- Актриса — Кечамасова Елена Михайловна
- Актриса — засл. арт. РФ Москаленко Галина Николаевна
- Актриса — засл. арт. РФ Гулага Татьяна Геннадьевна
- Актриса — Никоненко Алла Александровна
- Актер — Юргин Александр Леонидович
- Актер — Абаров Валерий Николаевич
- Актер- Витковский Виталий Валерьевич
- Актриса-Витковская Ольга Николаевна
- Актриса — Удалова Нина Васильевна
- Актер — Гринцевич  Денис Эдуардович
- Актриса — Кондракова Наталья Александровна
- Актриса — Кононова Яна Борисовна
- Актриса — Дорошенко Александра Владимировна
- Актер - Санаров Виталий
- Директор — засл. раб. культ. РФ Александр Семенович
- Главный художник — засл. раб. культ. РФ Борисова Татьяна Владимировна

Репертуар театра состоит из более чем сорока пяти спектаклей для детей. Театр даёт спектакли в других городах России, Белоруссии и других стран. Театр принимал участие в международных фестивалях в Литве, Белоруссии, Польше и Германии.
Театр работает с куклами различных типов: марионетками, теневыми, тростевыми, планшетными, перчаточными ,ростовыми